# Meet Nero Wolfe
Meet Nero Wolfe är en amerikansk mysteriefilm från 1936 i regi av Herbert Biberman. Filmen är baserad på Rex Stouts roman Fer-de-Lance från 1934. Filmen introducerade mästerdetektiven Nero Wolfe (Edward Arnold) och hans assistent Archie Goodwin (Lionel Stander), ett partnerskap som kom att vara genom 33 romaner och 39 noveller, men som endast fortsatte i en film till producerad av Columbia Pictures, The League of Frightened Men (1937). 

## Rollista i urval
- Edward Arnold - Nero Wolfe, privatdetektiv
- Lionel Stander - Archie Goodwin, Wolfes assistent
- Dennie Moore - Mazie Gray, Archies fästmö
- Victor Jory - Claude Roberts, Ellen Barstows fästman
- Nana Bryant - Sarah Barstow, professor Barstows änka
- Joan Perry - Ellen Barstow, professor Barstows dotter
- Russell Hardie - Manuel Kimball, E.J. Kimballs son
- Walter Kingsford - E.J. Kimball
- Boyd Irwin Sr. - professor Barstow
- John Qualen - Olaf, Wolfes skandinaviske kock
- Rita Hayworth - Maria Maringola, klient (som Rita Cansino)
- Juan Torena - Carlo Maringola, Maria Maringolas bror
- Frank Conroy - Nathaniel Bradford, professor Barstows doktor